# Tomás González Morago
Tomás González Morago (Madrid, fecha desconocida-Granada, 26 de junio de 1885) fue un militante anarquista español de la Primera Internacional.

## Biografía
Fue grabador de profesión, dueño de un taller en la calle Caballero de Gracia en Madrid cuyo taller también servía de centro de reuniones políticas.
En 1865 participó en la dirección del Casino o Ateneo Artístico de Madrid.
En 1868 estaba adscripto al republicanismo individualista castelarino y como seguidor de Emilio Castelar, se alistó en el batallón de Francisco García López, el sector más intransigente del republicanismo federal, y fue miembro del Orfeón del Fomento de las Artes.
A finales de 1869 intervino en un mitin republicano, en donde inicia los contactos para la creación de una sección en Madrid de la Asociación Internacional de los Trabajadores AIT. En sus memorias Anselmo Lorenzo cuenta que a González Morago se debe que Manuel Cano Martínez, Anselmo Lorenzo y otros se acercaran a la Internacional. 
Fue Morago el encargado de preparar la famosa reunión con Giuseppe Fanelli --el italiano enviado por Bakunin a contactar a los que serían miembros iniciadores de la sección Española de la primera internacional a través de los contactos de Rubau Donadeu--. el 24 de enero de 1869, reunión que diera origen a la sección Madrileña de la AIT o Primera Internacional y una de las fundadoras de la Federación Regional Española. Para ello reclutó a los primeros internacionalistas, procediendo muchos del republicanismo y del carbonerismo. 
Miembro de la primera comisión de propaganda del núcleo madrileño de la AIT, su tarea en pro de la organización fue inmensa durante la década de los setenta: intervino en mítines y conferencias en Madrid, Barcelona y Málaga (1871), mostrándose como un genial improvisador y orador de talento; asistió al Congreso Obrero de Barcelona de junio de 1870, donde fue elegido para el Consejo Federal y defendió los acuerdos antirrepublicanos; fue miembro de la Alianza Internacional de la Democracia Socialista inspirada por Mijaíl Bakunin y desde noviembre de 1869 mantuvo correspondencia con este bajo el seudónimo de Paulo.
En 1871 debido a las persecuciones del Gobierno de Sagasta contra las secciones constituidas de la FRE el Consejo federal del que Morago formaba parte en reunión del 3 de junio de 1871 decide trasladarse a Lisboa a donde se dirige junto a Anselmo Lorenzo y Francisco Mora.
En esa ciudad Morago se separó de sus dos compañeros desde agosto de 1871, dimitiendo al mismo tiempo a su cargo en el Consejo Federal. Permaneció en Lisboa, rechazando participar en el Consejo Federal, y contactó con Antero Tarquínio de Quental y José Fontana, a los que ayudó decisivamente a fundar la sección Portuguesa de la AIT. 
En 1872 de regreso en la Región Española asiste como delegado de Jerez, Constantina y el Arahal, al Congreso de Zaragoza donde atacó con dureza el autoritarismo de los estatutos del AIT, destacándose como un firme baluarte contra las maniobras marxistas. Fue escogido por referéndum para participar en el Congreso de La Haya de 1872 donde se opuso a las tácticas antibakuninistas. También participó en la reuniones de Saint-Imier, cuyos acuerdos defendió en el Congreso Obrero de Córdoba en representación de Alcoy.
Durante los años siguientes se caracterizó por su oposición a los republicanos y a los marxistas, un ejemplo de la cual fue la disputa pública que mantuvo con Fernando Garrido. En febrero de 1872 fundó el periódico El Condenado, de carácter claramente bakuninista y opuesto a La Emancipación, dirigido por su excompañero José Mesa. El 13 de julio de 1873 se entrevistó con Pino y Cebadilla para protestar contra las persecuciones que sufrían las sociedades obreras. Se cree que redactó con Francesc Tomàs Oliver el Manifiesto de marzo y abril de 1874.  En ese mismo año rechazó la propuesta de los aliancistas barceloneses que querían que se presentara para diputado a las Cortes en 1874. En esta época colaboró en el periódico La Federación. 
En 1877 aparece como delegado en los congresos de Verviers y Gante. Fue colaborador de La Solidaridad y redactor de El Orden, que dirigió en su época madrileña, periódicos desde los cuales atacó el "desviacionismo" promarxista de la Federación madrileña. 
El 30 de diciembre de 1883 es expulsado de la Federación madrileña por «conducta inmoral y perjudicial a la organización», términos para referirse al hecho de haber falsificado moneda desde la imprenta oficial de la Casa de la Moneda donde trabajaba como grabador. Un episodio muy discutido en su momento, ya que para algunos la Federación madrileña estaba al corriente de sus actividades y pecó de insolidaridad cuando el hecho se hizo público. Morago habría fabricado un cliché de mil pesetas para financiar las actividades orgánicas y el periódico de la organización, imprimiendo billetes falsos cuando es denunciado por un ciudadano italiano, Hecho por el que fue encarcelado en Madrid por este delito. Abandonado por todos sus antiguos compañeros, incluso por la Comisión Federal que el ayudó a fundar, fue trasladado a la prisión de Granada, donde enfermó de cólera y murió el 26 de junio de 1885.

## Legado
Tomás González Morago fue, junto con Francesc Tomàs i Oliver, el verdadero artífice del triunfo de las ideas de Bakunin en la península ibérica y de la derrota del marxismo en los primeros años de la organización Obrera en España, más aún que figuras mucho más conocidas como Anselmo Lorenzo; esto probablemente se deba a su bajo perfil, ya que siempre intentó pasar desapercibido. Es uno de los fundadores del movimiento obrero español. En las memorias de Lorenzo se cuenta la anécdota de que poco antes de abandonar Madrid en enero de 1869, Fanelli se fotografió juntamente con los miembros de lo que sería el primer núcleo organizador de la Internacional, a la que González Morago rechazó la invitación a posar con el grupo alegando que tenía sueño y prefería seguir durmiendo.   
Anselmo Lorenzo lo describe de la siguiente manera en sus memorias: 

Entre todos descollaba Tomás González Morago, por varias circunstancias, y principalmente por su inteligencia, a la par que por la mezcla extraña de actividad e indolencia de que alternativamente se hallaba poseído. Contribuía a esa superioridad su posición: era grabador, tenía su tallercito en el portal de la casa Nº 8 de la calle del Caballero de Gracia y vivía en un cuartito interior del patio. Gozaba de gran independencia: trabajaba sin prisa, alternaba su labor con la conversación, y a veces pasaba días enteros en la cama entregado a un sueño soporífero del que no le sacaban ni su paciente mujer, ni sus amigos, ni los compromisos que pudiera tener con su trabajo. Su taller era el punto de reunión de todos sus amigos desocupados, y allí, constituidos en sesión permanente, se trataba de cuanto apasionaba de momento. Con todos amable y condescendiente, a todos excedía en inteligencia y subyugaba con la fogosidad de su imaginación y la grandiosidad de sus concepciones. Si a su inteligencia y a su imaginación hubiese correspondido en talento organizador para dar forma práctica y viable a un pensamiento de aquellos que, basados en la inteligencia y en la voluntad, se desenvuelven en el tiempo e influyen poderosamente en la sociedad, nadie en mejores circunstancias que Morago para haberle practicado.